# DR1
DR1 er en dansk tv-kanal, der drives af DR og er mediehusets hovedkanal.
Kanalen blev lanceret den 2. oktober 1951 og dermed var den første tv-kanal i Danmark. Oprindelig hed kanalen Danmarks Radio eller DR efter mediehuset, der producerede den. Den kaldes ofte 1'eren i daglig tale, efter TV 2 begyndte i 1988). Navnet blev ændret til DR1 efter lanceringen af DR's anden tv-kanal, DR2, i 1996.
Med rollen som hovedkanal følger ifølge DR's public service-kontrakt med Kulturministeriet, at kanalen skal have et "bredt programudbud". Den er DR's primære nyheds- og aktualitetskanal, men kanalen sender også fakta-, historie- og kulturprogrammer, underholdning og film samt store fælles begivenheder som fodboldlandskampe. Den er som følge af public service-kontrakten underlagt en række forpligtelser. Kanalen er langt den dyreste af DR's kanaler og har et årligt budget på over 1,5 milliarder kroner (2021).
Kanalen er den primære platform for DR's egenproduktion af tv-serier, hvoraf en del har været prisbelønnet som Rejseholdet, Sommer, Livvagterne, TAXA, Forbrydelsen og Borgen. Det er også DR1, der sender størstedelen af de danske spillefilm, DR medfinansierer.

## Logoer
- DR1's fjerde logo, brugt fra 1994 indtil 30. august 1996. (Dengang DR TV)
- DR1's femte logo, brugt fra 30. august 1996 indtil 2002.
- DR1's sjette logo, brugt fra 2002 indtil 31. juli 2005.
- DR1's syvende logo, brugt fra 1. juni 2005 indtil 31. august 2009.
- DR1's ottende logo, brugt fra 1. september 2009 indtil 31. januar 2013.
- DR1's niende logo, brugt fra 1. februar 2013 indtil 2020.
- Aflang version af det niende logo, brugt indtil 8. oktober 2017.
- DR1's tiende og nuværende logo, brugt siden 2020.